# Illebølle
Illebølle is een gehucht in de Deense regio Zuid-Denemarken, gemeente Langeland. De plaats ligt in de parochie Lindelse. 
Illebølle ligt aan de voormalige
spoorlijn Rudkøbing - Bagenkop / Spodsbjerg. De lijn begon in Rudkøbing en had twee vertakkingen, naar Bagenkop en naar Spodsbjerg. De lijn sloot in 1966, maar het station in Illebølle is nog steeds aanwezig. 